# Robert Silverberg
Robert Silverberg (* 15. ledna 1935 Brooklyn, New York) je americký spisovatel, jeden z autorů zlaté americké generace science fiction.

## Biografie
Už odmalička vášnivě četl. V roce 1956 úspěšně vystudoval anglickou literaturu na Kolumbijské univerzitě. Téhož roku se oženil s Barbarou Brownovou (v roce 1986 se rozvedl). Jeho druhou ženou se stala sci-fi autorka Karen Haberová v roce 1987.

### Raná tvorba
S tvorbou začal už ve svých nedospělých letech, kdy odesílal své příspěvky do různých sci-fi časopisů. V roce 1949 začal vydávat sci-fi fanzin Spaceship a o 4 roky později prodal svou první literární práci časopisu Science Fiction Adventures.
Silverberg literárně debutoval v roce 1954 povídkou "Gorgon Planet" v magazínu Nebula. Ve stejný rok mu byl publikován první sci-fi román pro mládež Revolt on Alpha C. Sám přiznává, že šlo o dílo, které by co nejvíce splňovalo požadavky nakladatele . Příběh muže ve službách Hlídky je v duchu autorových oblíbených témat – nedůvěra v autoritu a v tradice.
Ve svém raném literárním období se autor řídil potřebami trhu a často i dobovým vkusem čtenářů. Nevyužil naplno svůj talent, přesto vytvořil některé čtivé a přímočaré příběhy.

### Na vrcholu sil
O Robertu Silverbergovi se tvrdí, že průměrně napsal milion slov za rok , chrlil jeden příspěvek za druhým převážně do časopisů.
V té době byl literární veřejnosti znám jako dobrý řemeslník, kterému chybí osobitost.
Během první poloviny šedesátých let se pod patronátem Frederika Pohla (tou dobou šéfredaktora tří sci-fi magazínů, jenž mu poskytl tvůrčí volnost) postupně vypracoval na jednoho z nejnápaditějších a nejplodnějších autorů. Přestal se koncentrovat především na komerční stránku a vypracoval si vlastní osobitý styl. V tomto zhruba desetiletém období došlo v autorově tvorbě k prouhloubení charakterových vlastností postav. Nepolevil ve své vysoké produktivitě, ačkoli omezil publikování nežánrových a teoretických děl psaných pod pseudonymy.
V roce 1959 ustal zájem o sci-fi literaturu a Silverberg dočasně přesunul své úsilí na jiné žánry. Jeho dílo čítá dvě stě padesát erotických románů, okolo sta beletristických děl a nespočet povídek.
Po roce 1972 se autorův zájem odvrací od sci-fi a po dvou románech The Stochastic Man a Shadrach in the Furnace následuje několikaletá pauza, jež ukončila spisovatelovo nejsilnější období. V tomto období se stává významným sestavovatelem antologií, v letech 1974–1976 byl jako editor po tři roky za sebou nominován na cenu Hugo .

### Změna stylu
Po čtyřleté odmlce se vrátil k psaní fantastiky románem Hrad lorda Valentina (angl. Lord Valentine's Castle, 1980), v němž je detailně zpracováno prostředí planety Majipoor. Tento postup se stává charakteristickým pro toto pozdější období tvorby. V osmdesátých letech se autor věnuje historické fantastice, i v povídkové tvorbě.
V rámci ambiciózního projektu transformoval Robert Silverberg trojici známých povídek Isaaca Asimova do románové podoby. Jde o následující povídky:
- "Soumrak" (angl. "Nightfall") – rozšířena do románu Příchod noci (angl. Nightfall)
- "Ošklivý chlapeček" (angl. "The Ugly Little Boy") – rozšířena do románu Dítě času (angl. Child of Time)
- "Dvousetletý člověk" (angl. "The Bicentennial Man") – rozšířena do románu Pozitronový muž (angl. The Positronic Man)

Za své literární díla si vysloužil 5x cenu Nebula (přičemž byl 20x nominován) a 4x cenu Hugo (27 nominací). Soupeřil (a často prohrával) hlavně s Isaacem Asimovem. 

V roce 1999 byl jako živoucí legenda uveden do Síně slávy science-fiction autorů , roku 2003 získal cenu L.Rona Hubbarda a roku 2004 mu byl po zásluze přiznán titul velmistra žánru, nejvyšší možné žánrové ocenění. V roce 2007 se stal prezidentem Fantasy Amateur Press Association.
Publikoval i pod pseudonymy Calvin M. Knox, Richard Greer, Bob Silverberg, Charles D. Hammer, David Challon, David Osborne, E. K. Jarvis, Hall Thornton, Ivar Jorgensen, Ivar Jorgenson, Ralph Burke, Alexander Blade, Clyde Mitchell, Gordon Aghill, Leonard G. Spencer, Robert Randall, S. M. Tenneshaw, Robert Arnette, Webber Martin, Dirk Clinton, Warren Kastel, T. D. Bethlen, George Osborne.

## Dílo
Tvorba Roberta Silverberga se vyznačuje psychologicky propracovanými postavami, problematickými sociálními tématy a pozoruhodně působivými popisy tísnivých a hostilních prostředí, s nimiž se člověk musí potýkat.
Silverberg napsal i řadu nebeletristických knih pro děti a sestavil více než sedmdesát antologií.

### Série
- Fire in Winter
  - The Mutant Season (1989) – Karen Haberová zpracovala jednu z kratších prací svého manžela do románové podoby a dílo bylo publikováno jako spolupráce obou autorů. Lidé s paranormálními schopnostmi (vliv mutace) se rozhodnou opustit dlouholetý dobrovolný exil a zařadit se do lidské společnosti i přes četné projevy antipatií.

- Gilgamesh
  - Král Gilgameš (angl. Gilgamesh the King, 1984) – fantasy román, vychází ze sumerské mytologie. Přepracování známého mýtu o legendárním sumerském králi Gilgamešovi a jeho touze po věčném životě.
  - Gilgameš se vrací (angl. Gilgamesh in the Outback, 1986) – novela.
  - The Fascination of the Abomination (1987) – novela.
  - Gilgamesh in Uruk (1988)
  - Do země živých (angl. To the Land of the Living, 1989) – volné pokračování románu Král Gilgameš, v němž sumerský král hledá ztraceného přítele v krajině posmrtného života. Sestává z novel Gilgamesh in the Outback a The Fascination of the Abomination.

- Lest We Forget Thee, Earth
  - Lest We Forget Thee, Earth (1958) (pod pseudonymem Calvin M. Knox)
  - Chalice of Death (1957) (pod pseudonymem Calvin M. Knox)
  - Earth Shall Live Again! (1957) (pod pseudonymem Calvin M. Knox)
  - Vengeance of the Space Armadas (1958) (pod pseudonymem by Calvin M. Knox)

- Majipoor
  - Hrad lorda Valentina (angl. Lord Valentine's Castle, 1980) – exotická planeta Majipoor byla v minulosti osídlena pozemskými kolonisty a k původní rase Piurivarů (zvané též Metamorfové podle své schopnosti měnit tvar) přibylo postupem doby hned několik dalších ras, z nichž některé disponují mimosmyslovým vnímáním. Příběh se soustředí na žongléra Valentina, jenž trpí amnézií – ve skutečnosti je legitimním vládcem planety a stal se obětí spiknutí.
  - The Desert of Stolen Dreams (1981)
  - The Soul-Painter and the Shapeshifter (1981)
  - In the Fifth Year of the Voyage (1981)
  - A Thief in Ni-Moya (1981)
  - Majipoorské kroniky (angl. Majipoor Chronicles, 1982) – soubor povídek ze světa Majipoor.
  - Prologue (Majipoor Chronicles) (1982)
  - Thesme and the Ghayrog (1982)
  - Voriax and Valentine (1982)
  - Crime and Punishment (1982)
  - Epilogue (Majipoor Chronicles) (1982)
  - Among the Dream Speakers (1982)
  - Calintane Explains (1982)
  - The Time of the Burning (1982)
  - Valentin Pontifex (angl. Valentine Pontifex, 1983) – Valentin řeší mohutné povstání Metamorfů, snaží se mírovou cestou ukončit vzájemnou nenávist.
  - The Mountains of Majipoor (1995) – kratší román odehrávající se zhruba 500 let po období vlády lorda Valentina. Princ Harpirias se vzdá nudné byrokracie a vydává se na vzdálený a stále málo probádaný sever s cílem zachránit ztracenou vědeckou misi paleontologů. Zde narazí na primitivní kulturu dosud neznámého kmene.
  - The Seventh Shrine (1998)
  - Valentine of Majipoor (1999)
  - Prestimion – trilogie o lordu Prestimionovi, jenž se v době pokročilé magie musí vypořádat s občanskou válkou a s následným obdobím obnovy zničené krajiny.
    - Sorcerers of Majipoor (1997)
    - Lord Prestimion (1998)
    - The King of Dreams (2001)

- New Springtime
  - At Winter's End (1988) – po stovky tisíc let trvající nová doba ledová končí a Země je obydlena různými formami inteligentního života včetně osamoceného kmene humanoidů.
  - The Queen of Springtime (1989) – volné pokračování předešlého díla, novodobá lidská populace se musí rozhodnout mezi ztrátou svého lidství a bojem s prastarou mimozemskou rasou.

- Nidorian
  - The Chosen People (1956) (spolu s Randallem Garrettem a pod pseudonymem Robert Randall)
  - The Promised Land (1956) (spolu s Randallem Garrettem a pod pseudonymem Robert Randall)
  - False Prophet (1956) (spolu s Randallem Garrettem a pod pseudonymem Robert Randall)
  - All the King's Horses (1958) (spolu s Randallem Garrettem a pod pseudonymem Robert Randall)
  - The Shrouded Planet (1957) (spolu s Randallem Garrettem a také pod pseudonymem Robert Randall)

- Nightwings
  - Nightwings (1968) – novela
  - Perris Way (1968) – novela
  - To Jorslem (1969) – novela
  - Křídla noci (angl. Nightwings, 1969) _ společné vydání všech 3 novel. Země stižená dávnou katastrofou a její rozčleněná kastovní společnost čelí okupaci mimozemské rasy.

- Regan
  - Regan's Planet (1964) – excentrický milionář Claude Regan se při příležitosti 500 let výročí objevení Ameriky rozhodne vybudovat vesmírnou stanici.
  - World's Fair, 1992 (1970) – příběh mladíka, jenž v soutěži vyhraje pobyt na zřízené vesmírné stanici a získá tak i možnost pozorovat zde umístěné poslední marťany.

- Roma Eterna
  - To the Promised Land (1989)
  - Povídky z vídeňského lesa (angl. Tales from the Venia Woods (1989))
  - An Outpost of the Empire (1991)
  - Via Roma (1994)
  - Waiting for the End (1998)
  - Poznávání draka (angl. Getting to Know the Dragon (1999))
  - A Hero of the Empire (1999)
  - The Second Wave (2002)
  - With Caesar in the Underworld (2002)
  - The Reign of Terror (2003)
  - Roma Eterna (2003) – historická fikce, v alternativním světě se nerozšířilo křesťanství a Římské impérium expandovalo do Číny a Indie a udrželo se až do moderní doby.

- The Gate of Worlds
  - The Gate of Worlds (1967) – většinu obyvatel Evropy vyhladila epidemie "černé smrti" a kontinent je otevřený turecké invazi.
  - Lion Time in Timbuctoo (1990) – novela
  - Beyond the Gate of Worlds (1991) – antologie

- série Nadace
  - Pozitronový muž (angl. The Positronic Man (1992) (spolu s Isaacem Asimovem)

- Urban Monad
  - "A Happy Day in 2381" (1970) – povídka
  - "The Throwbacks" (1970) – povídka
  - The World Outside (1970)
  - "We Are Well Organized" (1970) – povídka
  - "In the Beginning" (1970) – povídka
  - The World Inside (1971) – souhrn povídek, jež vycházely časopisecky. Vize extrémně přelidněného světa, v němž lidé žijí v monádách – obřích mrakodrapech.
  - "All the Way Up, All the Way Down" (1971) – povídka

### Romány
- Revolt on Alpha C (1955) – příběh muže ve službách Hlídky, jenž se musí rozhodnout, na čí stranu se postaví. Zda setrvá v Hlídce, jejímž cílem je krvavé potlačení rebelie, či se přidá k bojovníkům za svobodu na planetě Alpha C.
- The 13th Immortal (1957) – postkatastrofický román o mutacemi stižené Zemi rozdělené 12 nesmrtelnými na nezávislá neofeudální panství.
- Master of Life and Death (1957) – popisuje přelidněnou Zemi roku 2232. Organizace spojených národů se snaží řešit situaci různými způsoby – rovnoměrným zalidňováním, eutanazií nepohodlných osob, terraformováním Venuše a vývojem nadsvětelné rychlosti pro kolonizaci vesmíru.
- Invaders from Earth (1958) – do románu rozšířená novela We, the Marauders. Spojené národy se chystají pod tlakem veřejnosti odpovědět na útok na kolonii Ganyméd, ale věci se nakonec mají jinak.
- Stepsons of Terra (1958) – hlavní hrdina příběhu je vyslán na Zemi z kolonie Corwin, aby sehnal pomoc proti blížící se invazi. Avšak mateřská planeta již podlehla dekadenci.
- Aliens From Space (1958) (pod pseudonymem David Osborne)
- Starman's Quest (1958) – román pro mládež. Přelidněnou Zemi svírá konzumní společnost a jediným únikem je opět cesta do vesmíru.
- Starhaven (1958) (pod pseudonymem Ivar Jorgenson) – román napsaný podle povídky "Thunder over Starhaven".
- Invisible Barriers (1958) (pod pseudonymem David Osborne)
- The Planet Killers (1959) – hlavní počítač předpoví zničení Země obyvateli planety Lurion. Hrdina příběhu musí útok odvrátit i za cenu zničení celé civilizace, ovšem existuje i možnost chyby zdánlivě neomylného počítače.
- The Plot Against Earth (1959) (pod pseudonymem Calvin M. Knox) – vyšetřovatel ze země se snaží odhalit konspiraci, která má Zemi odepřít statut civilizované planety a uvrhnout ji do izolace.
- Lost Race of Mars (1960) – krátký raný román. Děti uznávaného biologa se snaží odhalit pozůstatky marťanského obyvatelstva i přes odpor pozemských kolonistů.
- Collision Course (1961) – po čtyřech stoletích kolonizace vesmíru narazí lidstvo na technologicky vyspělejší mimozemskou rasu, která vytvořila ve vesmíru rozsáhlé impérium.
- Recalled to Life (1962) – dílo o důsledcích vědeckého vynálezu oživování mrtvých.
- The Seed of Earth (1962) – rozšířená povídka "The Winds of Siros". Lidstvo kolonizuje vesmír, do každé z mnoha osídlovacích lodí je vybrána stočlenná posádka lidí v produktivním věku.
- The Silent Invaders (1963) – příběh mimozemšťana, jenž na Zemi hledá pomoc proti útočníkům, aby nakonec zjistil, že nebezpečím pro vesmír je jeho vlastní rasa.
- One of Our Asteroids is Missing (1964) (pod pseudonymem Calvin M. Knox) – příběh muže, jenž objeví na rudu bohatý asteroid, který by mu mohl zajistit bohatství. Objev však není zaregistrován a on sám záhadně zmizí z úředních záznamů.
- Time of the Great Freeze (1964) – román pro mládež. Lidstvo se během nové doby ledové po stovky let ukrývá v podzemních městech. S příchodem oblevy jsou ti, kteří se chtějí vrátit na povrch, považováni za zrádce.
- Conquerors from the Darkness (1965) – přepracovaná novela Spawn of the Deadly Sea. Mimozemská rasa útočí na Zemi a přemění ji v oceánem zcela pokrytý svět.
- Skokani v čase (angl. The Time Hoppers, 1967) – rozšířená povídka "Hopper". Vládní vyšetřovatel se pokouší přijít na stopu lidem, kteří opouštějí totalitní společnost a cestují do minulosti.
- Planet of Death (1967) – hrdina knihy je nucen prchnout na nebezpečnou planetu kvůli křivému obvinění z vraždy, na úniku před doživotním vězením se přidá k vědeckému týmu zkoumajícímu cizí planety.
- Those Who Watch (1967) – lidstvo je pečlivě sledováno mimozemšťany. Tři z nich havarují na Zemi a jsou od sebe odloučeni, ujmou se jich pozemšťané, kteří jim poskytnou úkryt.
- To Open the Sky (1967)
- Trny (angl. Thorns, 1967) – hrdinové románu jsou manipulováni psychickým upírem, jenž se živí emocemi a snaží se své oběti vystavovat vypjatým situacím, aby se emoce mohly projevit v plné síle. Podobný motiv je použit i v povídkách "The Pain Peddlers" a "Flies".
- Hawksbill Station (1968) – rozšířená stejnojmenná novela. Političtí exulanti jsou posíláni časem do vězeňského tábora v prvohorách.
- The Masks of Time (1968) – na konci druhého tisíciletí vládne mezi obyvatelstvem Země strach z konce světa, když se objeví návštěvník z tisíce let vzdálené budoucnosti a stane se předmětem nového kultu.
- Across a Billion Years (1969) – román pro mládež. Při kolonizaci vesmíru naráží pozemšťané na pozůstatky vyspělé mimozemské civilizace, mj. na zařízení obsahující hvězdné mapy. Není jisté, že tzv. "Velicí" vyhynuli.
- Muž v labyrintu (angl. The Man in the Maze, 1969) – hlavní hrdina je po střetu s mimozemskou rasou "obdařen" pro své okolí nesnesitelnou psychickou schopností, jenž jej donutí izolovat se před společností v důmyslném labyrintu plném vražedných pastí.
- Proti proudu času (angl. Up the Line, 1969) – tato kniha posloužila jako inspirace sérii románů různých autorů z let 1990–1991 pod názvem Robert Silverberg’s Time Tours. Tématem je cestování časem, časové paradoxy, vývoj Byzantské říše.
- Three Survived (1969) – román, juvenilie. Příběh tří trosečníků, kteří bojují o naději na přežití na cizí planetě.
- To Live Again (1969) – román s tématem posmrtného života. Duše mrtvých se ukládají, aby sloužily živým, kteří touží využít jejich schopnosti a zkušenosti.
- Dolů k Zemi (angl. Downward to the Earth, 1970) – příběh muže, který se vrací na planetu obývanou dvěma inteligentními druhy, aby se ve zdejších džunglích účastnil obřadu znovuzrození.
- Tower of Glass (1970) – inteligentní androidi jsou vytvořeni ke stavbě věže, která má sloužit ke komunikaci s mimozemskými civilizacemi.
- A Time of Changes (1971) – hlavní hrdina knihy se po požití drogy, která boří osobní bariéry, stane nositelem nového evangelia v éře společnosti, která omezuje sdílení pocitů.
- Son of Man (1971) – další cesta v čase, člověk z dvacátého století je dopraven do budoucnosti, kde se již lidská populace značně změnila.
- Strážci lebek (angl. The Book of Skulls, 1971) – čtyři přátelé se vydávají na popud tajemné knihy na cestu, kde na dva z nich čeká nesmrtelnost a na další dva smrt.
- Druhý výlet (angl. The Second Trip, 1972) – mysl nenapravitelného násilníka a nadaného umělce je vymazána a nahrazena novou – uměle vytvořenou. Technologie však selhává a dochází k souboji obou myslí.
- Umírat v nitru (angl. Dying Inside, 1972) – snad nejvýraznější román autorovy bohaté tvorby. Příběh telepata, jenž nedokázal svou mimořádnou schopnost využít a začíná ji ztrácet.
- The Stochastic Man (1975) – román o předvídání budoucnosti. Existují dva způsoby: statistické určování pravděpodobnosti a krátké záblesky vizí.
- Shadrach in the Furnace (1976) – souboj dvou silných osobností ve dvacátém prvním století. Lékař se stará o stárnoucího diktátora, s pomocí nejrozvinutější technologie udržuje jeho život a přitom zjistí, že se má stát příští schránkou pro diktátorovo vědomí. Místo útěku však volí odvážný plán.
- Lord of Darkness (1983) – příběh odehrávající se na africkém kontinentu šestnáctého století. Britský námořník Andrew Batell se stane důvěryhodným společníkem vládce barbarského kmene.
- Tom O'Bedlam (1985) – román představuje návrat autora k tradiční sci-fi. Hlavní hrdina putuje zničenou krajinou radioaktivního spadu jako nový vizionář.
- Star of Gypsies (1986) – v tomto románu ovládají cikáni mezihvězdné lety, pouze oni jsou schopni cestovat hyperprostorem.
- Project Pendulum (1987) – román pro mládež o cestování časem. Identická dvojčata – vědci – jsou v rámci uchování rovnováhy vyslána v čase, jedno do minulosti, druhé do budoucnosti.
- Příchod noci (angl. Nightfall, 1990) (spolu s Isaacem Asimovem)
- Letters from Atlantis (1990) – opět jeden příběh o cestování časem, vědomí hlavního hrdiny se stane svědkem událostí předcházejících zničení dávné civilizace na Atlantidě.
- Dítě času (angl. Child of Time, 1991) (spolu s Isaacem Asimovem)
- The Face of the Waters (1991) – zbytky lidstva přeživají se svolením původních obojživelných obyvatel planety Hydros na umělých ostrovech, skupinka exulantů se vydává na cestu za pátráním po legendami opředené pevnině.
- Thebes of the Hundred Gates (1991) – agent Časové služby je vyslán do minulosti – do starověkého Egypta.
- Kingdoms of the Wall (1992) – román se odehrává na planetě s prostornými nížinami obklopenými jednolitým horským pásmem Kosa Saag. Vyvolení poutníci se vydávají z nížin do hor hledat moudrost.
- Hot Sky at Midnight (1994) – rozšířená povídka "Hot Sky". Lidstvo stojí před rozhodnutím, zda má opustit znečištěnou planetu nebo se přizpůsobit nepříznivým podmínkám za pomoci genetického inženýrství.
- Starborne (1996) – rozšířená povídka "Ship-Sister, Star-Sister". Do vzdálené galaxie je vyslána výprava s cílem nalézt nové planety vhodné ke kolonizaci, kontakt se Zemí je udržován pomocí telepatického spojení mezi sourozenci.
- The Alien Years (1998) – román bývá považován za nejvýraznější dílo autorovy pozdní tvorby. Na Zemi se usídlí druh nadřazených bytostí, jenž trestá lidskou populaci rozšířením epidemií a popravami.
- The Longest Way Home (2002) – během vzpoury Lidu ve snaze zbavit se nevolnictví dojde k masakru rasy Pánů a mladý chlapec se po útěku pokouší dojít do tisíce mil vzdáleného domova.

### Sbírky povídek
- The Collected Stories of Robert Silverberg (UK/US 1986–2000)
  - Pluto in the Morning Light (1992)
  - Secret Sharers (1992)
  - Tajný společník (angl. The Secret Sharer, 1993)
  - Beyond the Safe Zone (1986)
  - The Road to Nightfall (1996)
  - Ringing the Changes (1997)
  - Lion Time in Timbuctoo (2000)

- The Collected Stories of Robert Silverberg (US 2006)
  - To Be Continued (2006)
  - To the Dark Star (2007)
  - Something Wild is Loose 1969–72 (2008)
  - Trips: 1972–73 (2009)
  - The Palace at Midnight (2010)

- Příští zastávka hvězdy (angl. Next Stop the Stars, 1962)
- Godling, Go Home! (1964)
- Do vzdálených světů (angl. To Worlds Beyond, 1965)
- Needle in a Timestack (1966)
- The Calibrated Alligator and Other Science Fiction Stories (1969)
- Třináctý rozměr (angl. Dimension Thirteen, 1969)
- The Cube Root of Uncertainty (1970)
- Parsecs and Parables (1970)
- Moonferns and Starsongs (1971)
- The Reality Trip and Other Implausibilities (1972)
- Unfamiliar Territory (1973)
- Valley Beyond Time (1973)
- Earth's Other Shadow (1973)
- Narozen s mrtvými (angl. Born with the Dead, 1974)
- Sundance and Other Science Fiction Stories (1974)
- The Feast of St. Dionysus (1975)
- Sunrise on Mercury and Other Science Fiction Stories (1975)
- The Best of Robert Silverberg (1976)
- Capricorn Games (1976)
- The Shores of Tomorrow (1976)
- The Best of Robert Silverberg, Volume 2 (1978)
- The Songs of Summer (1979)
- Le Livre d'Or de la Science-Fiction: Robert Silverberg (1979)
- La Fête de St Dyonisos (1980)
- World of a Thousand Colors (1982)
- Sunrise on Mercury (1983)
- The Conglomeroid Cocktail Party (1984)
- The Silent Invaders (1985)
- Compagnons Secrets (1989)
- Les Eléphants d'Hannibal (1996)
- Plout do Cařihradu (angl. Sailing to Byzantium, 2000)
- In Another Country and Other Short Novels (2002)
- Hawksbill Times Two (2002)
- Phases of the Moon: Stories of Six Decades (2004)
- In the Beginning: Tales from the Pulp Era (2006)
- A Little Intelligence (2009) (spolu s Randallem Garrettem)
- Hunt the Space-Witch! (2011)

### Ostatní práce
- Reflections anf Refractions (1997) – různorodý souhrn nebeletristických článků z období uplynulých dvou dekád.
- Other Spaces, Other Times: A Life Spent in the Future (2009) – útlá kniha, autobiografie.